# Grúzia az 1996. évi nyári olimpiai játékokon
Grúzia az egyesült államokbeli Atlantában megrendezett 1996. évi nyári olimpiai játékok egyik részt vevő nemzete volt. Az országot az olimpián 13 sportágban 34 sportoló képviselte, akik összesen 2 érmet szereztek. Grúzia önállóan először vett részt a nyári olimpiai játékokon.

## Érmesek
| Érem  | Versenyző           | Sportág   | Versenyszám        |
| ----- | ------------------- | --------- | ------------------ |
| Bronz | Eldar Kurtanidze    | Birkózás  | Szabadfogás, 90 kg |
| Bronz | Soso Lip'art'eliani | Cselgáncs | Férfi váltósúly    |

## Atlétika
Női
| Versenyző       | Versenyszám | Előfutam | Előfutam | Előfutam | Negyeddöntő | Negyeddöntő | Negyeddöntő | Elődöntő | Elődöntő | Elődöntő | Döntő   | Döntő    |
| Versenyző       | Versenyszám | Idő      | Hely.    | Össz.    | Idő         | Hely.       | Össz.       | Idő      | Hely.    | Össz.    | Idő     | Helyezés |
| --------------- | ----------- | -------- | -------- | -------- | ----------- | ----------- | ----------- | -------- | -------- | -------- | ------- | -------- |
| Maia Azarasvili | 200 m       | 23,63    | 6.       | 36.      | kiesett     | kiesett     | kiesett     | kiesett  | kiesett  | kiesett  | kiesett | kiesett  |

| Versenyző       | Versenyszám | Selejtező | Selejtező | Döntő    | Döntő    |
| Versenyző       | Versenyszám | Eredmény  | Helyezés  | Eredmény | Helyezés |
| --------------- | ----------- | --------- | --------- | -------- | -------- |
| Elvira Uruszova | Súlylökés   | 17,69 m   | 17.       | kiesett  | kiesett  |

## Birkózás
Kötöttfogású
| Versenyző            | Versenyszám | 32-es főtábla                     | Nyolcaddöntő                   | Negyeddöntő                      | Elődöntő                              | Vigaszág 2. kör            | Vigaszág 3. kör         | Vigaszág 4. kör              | Vigaszág 5. kör   | Vigaszág 6. kör           | Bronz- mérkőzés                            | Döntő             | Helyezés |
| Versenyző            | Versenyszám | Ellenfél Eredmény                 | Ellenfél Eredmény              | Ellenfél Eredmény                | Ellenfél Eredmény                     | Ellenfél Eredmény          | Ellenfél Eredmény       | Ellenfél Eredmény            | Ellenfél Eredmény | Ellenfél Eredmény         | Ellenfél Eredmény                          | Ellenfél Eredmény | Helyezés |
| -------------------- | ----------- | --------------------------------- | ------------------------------ | -------------------------------- | ------------------------------------- | -------------------------- | ----------------------- | ---------------------------- | ----------------- | ------------------------- | ------------------------------------------ | ----------------- | -------- |
| Gela P'ap'ashvili    | 48 kg       | Francesco Costantino (ITA) · 8–6  | Bratan Cenov (BUL) · 7–4       | erőnyerő                         | Sim Gvonho (Sim Gwon-Ho) (KOR) · 0–11 |                            |                         |                              |                   | Zafar Gulijev (RUS) · 0–6 | Az 5. helyért · Wilber Sánchez (CUB) · 0–4 |                   | 6.       |
| K'oba Guliashvili    | 62 kg       | Arisztídisz Rumbenian (GRE) · 4–1 | Bakhodir Kurbanov (UZB) · 10–3 | Włodzimierz Zawadzki (POL) · 1–3 |                                       |                            |                         | Szergej Martinov (RUS) · 7–2 | erőnyerő          | Ivan Ivanov (BUL) · 3–1   | Mehmet Akif Pirim (TUR) · 0–9              |                   | 4.       |
| T'ariel Melelashvili | 68 kg       | Liubal Colás (CUB) · 2–4          |                                |                                  |                                       | Valeri Nikitin (EST) · 0–6 | kiesett                 | kiesett                      | kiesett           | kiesett                   | kiesett                                    |                   | 20.      |
| Bak'ur Gogit'idze    | 100 kg      | Giuseppe Giunta (ITA) · 1–1       |                                |                                  |                                       | Colbie Bell (CAN) · 3–0    | Todor Manov (BUL) · 0–3 | kiesett                      | kiesett           | kiesett                   | kiesett                                    |                   | 14.      |

Szabadfogású
| Versenyző             | Versenyszám | 32-es főtábla                        | Nyolcaddöntő                      | Negyeddöntő       | Elődöntő          | Vigaszág 2. kör            | Vigaszág 3. kör                         | Vigaszág 4. kör                  | Vigaszág 5. kör            | Vigaszág 6. kör                 | Bronz- mérkőzés          | Döntő             | Helyezés |
| Versenyző             | Versenyszám | Ellenfél Eredmény                    | Ellenfél Eredmény                 | Ellenfél Eredmény | Ellenfél Eredmény | Ellenfél Eredmény          | Ellenfél Eredmény                       | Ellenfél Eredmény                | Ellenfél Eredmény          | Ellenfél Eredmény               | Ellenfél Eredmény        | Ellenfél Eredmény | Helyezés |
| --------------------- | ----------- | ------------------------------------ | --------------------------------- | ----------------- | ----------------- | -------------------------- | --------------------------------------- | -------------------------------- | -------------------------- | ------------------------------- | ------------------------ | ----------------- | -------- |
| Avtandil Gogolishvili | 82 kg       | Amir Reza Khadem Azgadhi (IRI) · 0–3 |                                   |                   |                   | Alioune Diouf (SEN) · 6–2  | Plamen Penev (BUL) · 4–1                | Mogamed Ibragimov (AZE) · 4–6    | kiesett                    | kiesett                         | kiesett                  |                   | 10.      |
| Eldar Kurtanidze      | 90 kg       | Kalojan Baev (BUL) · 11–0            | Kim Ikhi (Kim Ik-Hui) (KOR) · 2–3 |                   |                   |                            | Bayanmönkhiin Gantogtokh (MGL) · 6–1    | Ričardas Pauliukonis (LTU) · 5–1 | Melvin Douglas (USA) · 1–0 | Dzsambolat Tedejev (UKR) · 10–4 | Jozef Lohyňa (SVK) · 5–0 |                   |          |
| Zaza T'qeshelashvili  | 100 kg      | Leri Habelovi (RUS) · 0–2            |                                   |                   |                   | Daniel Sánchez (PUR) · 3–2 | Dolgorsürengiin Sumyaabazar (MGL) · 2–6 | kiesett                          | kiesett                    | kiesett                         | kiesett                  |                   | 13.      |
| Zaza Turmanidze       | 130 kg      | Mick Pikos (AUS) · 8–0               | Aljakszej Mjadzvedzev (BLR) · 1–3 |                   |                   |                            | Bruce Baumgartner (USA) · 2–14          | kiesett                          | kiesett                    | kiesett                         | kiesett                  |                   | 10.      |

## Cselgáncs
Férfi
| Versenyző             | Versenyszám  | Selejtező         | 32-es főtábla                 | Nyolcaddöntő                        | Negyeddöntő                   | Elődöntő          | Vigaszág első kör          | Vigaszág negyeddöntő        | Vigaszág elődöntő          | Bronz- mérkőzés        | Döntő             | Helyezés |
| Versenyző             | Versenyszám  | Ellenfél Eredmény | Ellenfél Eredmény             | Ellenfél Eredmény                   | Ellenfél Eredmény             | Ellenfél Eredmény | Ellenfél Eredmény          | Ellenfél Eredmény           | Ellenfél Eredmény          | Ellenfél Eredmény      | Ellenfél Eredmény | Helyezés |
| --------------------- | ------------ | ----------------- | ----------------------------- | ----------------------------------- | ----------------------------- | ----------------- | -------------------------- | --------------------------- | -------------------------- | ---------------------- | ----------------- | -------- |
| Georgios Vazagkasvili | Légsúly      | erőnyerő          | Girolamo Giovinazzo (ITA) · V |                                     |                               |                   | Franck Chambily (FRA) · GY | Ricardo Acuña (MEX) · GY    | Nacik Bahirav (BLR) · V    | kiesett                |                   | 7.       |
| Giorgi Revazishvili   | Harmatsúly   | erőnyerő          | Philip Laats (BEL) · V        |                                     |                               |                   | Orlando Fuentes (USA) · GY | Jarosław Lewak (POL) · GY   | Israel Hernández (CUB) · V | kiesett                |                   | 7.       |
| Vladimer Dgebuadze    | Könnyűsúly   | erőnyerő          | Andrew Payne (BAR) · GY       | Guilherme Bentes (POR) · GY         | Khaliuny Boldbaatar (MGL) · V |                   |                            | Jimmy Pedro (USA) · V       | kiesett                    | kiesett                |                   | 9.       |
| Soso Lip'art'eliani   | Váltósúly    | erőnyerő          | Colin Morgan (CAN) · GY       | Cso Incshol (Jo In-Cheol) (KOR) · V |                               |                   | Oleg Cretu (MDA) · GY      | Vladimir Shmakov (UZB) · GY | Flávio Canto (BRA) · GY    | Stefan Dott (GER) · GY |                   |          |
| Giorgi Ts'mindashvili | Középsúly    | erőnyerő          | Edelmar Zanol (BRA) · V       | kiesett                             | kiesett                       | kiesett           |                            |                             |                            |                        |                   | 21.      |
| Mevlud Lobzhanidze    | Félnehézsúly | erőnyerő          | Rene Capo (USA) · GY          | Nakamura Josio (JPN) · V            | kiesett                       | kiesett           |                            |                             |                            |                        |                   | 17.      |

## Íjászat
Női
| Versenyző                  | Versenyszám | Selejtező | Selejtező | 64-es főtábla                         | 32-es főtábla     | Nyolcaddöntő      | Negyeddöntő       | Elődöntő          | Döntő             | Helyezés |
| Versenyző                  | Versenyszám | Pont      | Kiemelt   | Ellenfél Eredmény                     | Ellenfél Eredmény | Ellenfél Eredmény | Ellenfél Eredmény | Ellenfél Eredmény | Ellenfél Eredmény | Helyezés |
| -------------------------- | ----------- | --------- | --------- | ------------------------------------- | ----------------- | ----------------- | ----------------- | ----------------- | ----------------- | -------- |
| Khatuna Kvrivishvili-Lorig | Egyéni      | 634       | 37.       | Katarzyna Klata (POL) (28.) · 148–152 | kiesett           | kiesett           | kiesett           | kiesett           | kiesett           | 49.      |

## Műugrás
Férfi
| Versenyző      | Versenyszám        | Selejtező | Selejtező | Elődöntő | Elődöntő | Döntő   | Döntő    |
| Versenyző      | Versenyszám        | Pont      | Helyezés  | Pont     | Helyezés | Pont    | Helyezés |
| -------------- | ------------------ | --------- | --------- | -------- | -------- | ------- | -------- |
| Gocha Gakharia | Egyéni toronyugrás | 256,68    | 34.       | kiesett  | kiesett  | kiesett | kiesett  |

Női
| Versenyző         | Versenyszám    | Selejtező | Selejtező | Elődöntő | Elődöntő | Döntő   | Döntő    |
| Versenyző         | Versenyszám    | Pont      | Helyezés  | Pont     | Helyezés | Pont    | Helyezés |
| ----------------- | -------------- | --------- | --------- | -------- | -------- | ------- | -------- |
| Nino Qazarashvili | Egyéni műugrás | 191,49    | 28.       | kiesett  | kiesett  | kiesett | kiesett  |

## Ökölvívás
| Versenyző             | Versenyszám  | Selejtező                        | Nyolcaddöntő                 | Negyeddöntő                   | Elődöntő          | Döntő             | Helyezés |
| Versenyző             | Versenyszám  | Ellenfél Eredmény                | Ellenfél Eredmény            | Ellenfél Eredmény             | Ellenfél Eredmény | Ellenfél Eredmény | Helyezés |
| --------------------- | ------------ | -------------------------------- | ---------------------------- | ----------------------------- | ----------------- | ----------------- | -------- |
| K'oba Gogoladze       | Könnyűsúly   | I Cshol (PRK) · 17–9             | Julio González (CUB) · 14–9  | Leonard Doroftei (ROU) · 8–17 | kiesett           | kiesett           | 8.       |
| Besik' Vardzelashvili | Kisváltósúly | Szjarhej Bikovszki (BLR) · 11–11 | kiesett                      | kiesett                       | kiesett           | kiesett           | 17.      |
| Tengiz Meskhadze      | Váltósúly    | Fernando Vargas (USA) · 4–10     | kiesett                      | kiesett                       | kiesett           | kiesett           | 17.      |
| Akın Kuloğlu          | Középsúly    | Ricardo Araneda (CHI) · 10–3     | Mohamed Bahari (ALG) · 5–8   | kiesett                       | kiesett           | kiesett           | 9.       |
| Giorgi Kandelaki      | Nehézsúly    | Thompson García (ECU) · feladta  | Wojciech Bartnik (POL) · 6–1 | Félix Savón (CUB) · 4–20      | kiesett           | kiesett           | 8.       |

## Öttusa
| Versenyző           | Lövészet | Lövészet | Lövészet | Úszás   | Úszás | Úszás | Vívás    | Vívás | Vívás | Lovaglás | Lovaglás | Lovaglás | Lovaglás | Futás     | Futás | Futás | Összesen    | Összesen |
| Versenyző           | Pontszám | Pont     | Hely.    | Idő     | Pont  | Hely. | Eredmény | Pont  | Hely. | Idő      | Hibapont | Pont     | Hely.    | Idő       | Pont  | Hely. | Összes pont | Helyezés |
| ------------------- | -------- | -------- | -------- | ------- | ----- | ----- | -------- | ----- | ----- | -------- | -------- | -------- | -------- | --------- | ----- | ----- | ----------- | -------- |
| Vahtang Iagorasvili | 168      | 952      | 29.      | 3:15,04 | 1312  | 1.    | 20–11    | 940   | 3.*   | 1:06,85  | 210      | 890      | 27.      | 13:31,914 | 1132  | 22.   | 5226        | 20.      |

* - egy másik versenyzővel azonos eredményt ért el

## Sportlövészet
Férfi
| Versenyző         | Versenyszám | Selejtező | Selejtező | Döntő   | Döntő    |
| Versenyző         | Versenyszám | Pont      | Helyezés  | Pont    | Helyezés |
| ----------------- | ----------- | --------- | --------- | ------- | -------- |
| Tamaz Imnaishvili | Skeet       | 121       | 9.**      | kiesett | kiesett  |

Női
| Versenyző                   | Versenyszám   | Selejtező | Selejtező | Döntő   | Döntő    |
| Versenyző                   | Versenyszám   | Pont      | Helyezés  | Pont    | Helyezés |
| --------------------------- | ------------- | --------- | --------- | ------- | -------- |
| Nino Salukvadze             | Sportpisztoly | 586       | 2.        | 677,6   | 7.       |
| Nino Salukvadze             | Légpisztoly   | 385       | 4.        | 484,0   | 5.       |
| Nino Luarsabishvili-Uchadze | Légpisztoly   | 369       | 36.       | kiesett | kiesett  |
| Nino Luarsabishvili-Uchadze | Sportpisztoly | 572       | 27.*      | kiesett | kiesett  |

* - egy másik versenyzővel azonos eredményt ért el

** - öt másik versenyzővel azonos eredményt ért el

## Súlyemelés
| Versenyző           | Versenyszám | Szakítás | Szakítás | Lökés    | Lökés    | Összesen | Helyezés |
| Versenyző           | Versenyszám | Eredmény | Helyezés | Eredmény | Helyezés | Összesen | Helyezés |
| ------------------- | ----------- | -------- | -------- | -------- | -------- | -------- | -------- |
| Bidzina Mikiashvili | 83 kg       | 160,0    | 9.*      | 200,0    | 5.*      | 360,0    | 9.       |

* - egy másik versenyzővel azonos eredményt ért el

## Torna

### Ritmikus gimnasztika
| Versenyző          | Versenyszám | Selejtező | Selejtező | Elődöntő | Elődöntő | Döntő   | Döntő    |
| Versenyző          | Versenyszám | Pont      | Hely.     | Pont     | Hely.    | Pont    | Helyezés |
| ------------------ | ----------- | --------- | --------- | -------- | -------- | ------- | -------- |
| Ek'aterina Abramia | Egyéni      | 36,833    | 25.       | kiesett  | kiesett  | kiesett | kiesett  |

## Vitorlázás
Nyílt
| Versenyző                            | Versenyszám | Futam | Futam | Futam | Futam | Futam | Futam | Futam | Futam | Futam | Futam | Pontszám | Helyezés |
| Versenyző                            | Versenyszám | 1     | 2     | 3     | 4     | 5     | 6     | 7     | 8     | 9     | 10    | Pontszám | Helyezés |
| ------------------------------------ | ----------- | ----- | ----- | ----- | ----- | ----- | ----- | ----- | ----- | ----- | ----- | -------- | -------- |
| Guram Biganishvili Vladimer Gruzdevi | Csillaghajó | 13    | 10    | 22    | 14    | (23)  | (24)  | 21    | 9     | 5     | 18    | 112,0    | 16.      |

## Vívás
Férfi
| Versenyző            | Versenyszám  | Selejtező                     | 32-es főtábla     | Nyolcaddöntő      | Negyeddöntő       | Elődöntő          | Bronz- mérkőzés   | Döntő             | Helyezés |
| Versenyző            | Versenyszám  | Ellenfél Eredmény             | Ellenfél Eredmény | Ellenfél Eredmény | Ellenfél Eredmény | Ellenfél Eredmény | Ellenfél Eredmény | Ellenfél Eredmény | Helyezés |
| -------------------- | ------------ | ----------------------------- | ----------------- | ----------------- | ----------------- | ----------------- | ----------------- | ----------------- | -------- |
| Archil Lortkipanidze | Kard, egyéni | Jean-Paul Banos (CAN) · 13–15 | kiesett           | kiesett           | kiesett           | kiesett           | kiesett           | kiesett           | 36.      |